# 耶穌升天教堂 (斯科普里)
耶穌升天教堂是位於北馬其頓首都斯科普里的一座教堂。
耶穌升天教堂修建於16世紀中期。

## 外部連結
42°00′03″N 21°26′09″E / 42.00083°N 21.43583°E